# Mark Pelli
Mark Pellizzer (Toronto, 14 de junho de 1980), mais conhecido pelo seu nome artístico Mark Pelli, é um músico, cantor, compositor, produtor musical e multi-instrumentista canadense. Ele é mais conhecido por ser guitarrista e vocalista do grupo pop-reggae Magic!. Além de se apresentar, Mark produziu e escreveu músicas para vários artistas, incluindo Chris Brown, Trey Songz, Shakira, Anthony Hamilton, Classified e Vita Chambers. Pelli atualmente reside em Los Angeles, Califórnia, Estados Unidos.

## Primeiros anos
Mark Pellizzer nasceu em Toronto, Ontário, Canadá, em 14 de junho de 1980. Ele começou a tocar piano aos seis anos e violão aos treze anos de idade. Quando criança, ele viajou por Toronto para se apresentar em diferentes locais, oferecendo uma gama diversificada de gêneros. Aos dezesseis anos, Pelli começou a produzir e projetar álbuns e a trabalhar em vários estúdios de gravação. Ele estudou piano clássico na Universidade Iorque, onde teve a oportunidade de estudar com o pianista virtuoso Antonin Kubalek. Ele se transferiu para a Universidade de Toronto, onde passou a estudar guitarra jazz sob a orientação de David Occhipinti. Ele se formou em 2004. De 2007 a 2012, Pellizzer foi membro da banda de Justin Nozuka, onde ajudou a compor músicas e fazer turnês.

## Carreira

### Carreira solo
Pelli lançou dois singles intitulados "You Changed Me" e "Lifetime".

### Colaborações com outros artistas
Pelli colaborou com vários artistas conhecidos. Em 2012, ele trabalhou com The Messengers para produzir a música "Don't Judge Me" para Chris Brown, que atingiu o primeiro lugar na parada urbana dos EUA, o décimo oitavo lugar na parada Hot R&B/Hip-Hop Songs e o sexto lugar na parada Billboard Top 100. Pelli coproduziu/escreveu a música "Cut Me Deep" para Shakira. Ele coescreveu a música "Inner Ninja" para o rapper canadense Classified, que atingiu o número 5 no Canadá e foi 5× Platina. Pelli coproduziu/escreveu a música "Serial Killer" para Trey Songz. Ele coescreveu/produziu e mixou a música Coming Home para Anthony Hamilton. Ele coproduziu/escreveu a música Fix You para Vita Chambers. Pelli também trabalhou no estúdio com Usher, Jennifer Lopez, JoJo e Marsha Ambrosius. Em 2014, ele colaborou com Kiprich para produzir e participar da música "My Own Holiday". Em agosto de 2015, ele anunciou uma colaboração com o artista Major Myjah, para produzir a música "Disposable" do novo EP de Major Myjah intitulado "Trouble". Mais recentemente, Pelli coescreveu, produziu e mixou a maior parte do EP de estreia de Sabrina Claudio intitulado Confidently Lost, incluindo "Too Much Too Late", "I Won't", "Tell Me", "Runnin' Thru Lovers", "Confidently Lost" e a versão acústica de "Tell Me." Em 2018, Pelli trabalhou com T-Minus para produzir a música de J. Cole intitulada "Kevin's Heart".

### Magic!
Mark Pelli é o guitarrista, tecladista e vocalista do grupo pop-reggae Magic!. Pelli começou o grupo com o vocalista Nasri Atweh devido à amizade e conexão musical única no estúdio. Magic! é uma fusão de vários estilos musicais diferentes, mas é considerado principalmente um grupo pop-reggae com uma estética sonora semelhante ao The Police. Em 2013, o grupo lançou a música "Rude", que ficou em primeiro lugar na parada Billboard Top 100. O grupo fez uma turnê com o Maroon 5, e em 2015, e esteve em turnê pela Europa no verão de 2015. O grupo ganhou um American Music Award em 2014 por "Rude" como o Melhor Single do Ano. Em 2015, eles receberam um Juno Award de Grupo Revelação do Ano.

## Prêmios e indicações
Em 2014, Pelli recebeu o Prêmio Socan pela música "Inner Ninja", em colaboração com Classified. Pelli recebeu dois Juno Awards de Single do Ano e Grupo Revelação do Ano.

## Discografia

### Como artista solo
| Título           | Álbum                        |
| ---------------- | ---------------------------- |
| "You Changed Me" | não associado a nenhum álbum |
| "Lifetime"       | não associado a nenhum álbum |